# Æthelwulf
Æthelwulf (staroanglická výslovnost: [ˈæðelwuɫf]; staroanglicky „Urozený vlk“, psaný též jako Ethelwulf; † 13. ledna 858) byl anglosaským králem Wessexu v letech 839 až 858. V roce 825 jeho otec, wessexský král Ecgberht porazil mercijského krále Beornwulfa a ukončil dlouhou mercijskou nadvládu nad anglosaskou Anglií jižně od řeky Humber. Král Ecgberht poslal Æthelwulfa s armádou do Kentu, odkud vyhnal podkrále dosazeného Mercijskými a sám byl otcem jmenován tamním podkrálem. Po roce 830 udržoval král Ecgberht dobré vztahy s Mercií a v této politice pokračoval Æthelwulf, když se roku 839 stal králem Wessexu, prvním synem od roku 641, který nastoupil po svém otci jako západosaský král.
Za Æthelwulfovy vlády nebyli vikingové pro Wessex velkou hrozbou. V roce 843 byl sice poražen v bitvě proti vikingům u Carhamptonu v současném hrabství Somerset, ale velkého vítězství dosáhl v bitvě u Aclea v současném hrabství Surrey v roce 851. V roce 853 se připojil k úspěšné mercijské výpravě do Walesu s cílem obnovit tam tradiční mercijskou hegemonii. Téhož roku se jeho dcera Æthelswith provdala za mercijského krále Burgreda. V roce 855 se král Æthelwulf vydal na pouť do Říma. V rámci přípravy na pouť realizoval tzv. „decimaci“, při níž daroval desetinu svého osobního majetku svým poddaným. Svého nejstaršího žijícího syna Æthelbalda jmenoval králem Wessexu ve své nepřítomnosti, a svého dalšího syna Æthelberhta podkrálem Kentu a jihovýchodu Anglie. Král Æthelwulf strávil v Římě rok a na zpáteční cestě se oženil s třináctiletou Juditou, dcerou západofranckého krále Karla Holého.
Když se král Æthelwulf vrátil do Anglie, jeho syn Æthelbald se odmítl vzdát západosaského trůnu a Æthelwulf souhlasil s rozdělením království, když se spokojil s východem a ponechal západ v Æthelbaldových rukou. Po Æthelwulfově smrti v roce 858 zůstal Wessex Æthelbaldovi a Kent Æthelberhtovi, ale Æthelbaldova smrt jen o dva roky později vedla ke znovusjednocení království. Ve 20. století byla Æthelwulfova pověst mezi historiky špatná, neboť byl považován za příliš zbožného a nepraktického a jeho pouť do Říma byla považována za útěk od jeho povinností. Historici v 21. století ho vidí zcela jinak, totiž jako krále, který upevnil a rozšířil moc své dynastie, vzbuzoval respekt na evropském kontinentu a vypořádal se s útoky vikingů účinněji než většina jeho současníků. Je považován za jednoho z nejúspěšnějších západosaských králů, který položil základy k pozdějšímu úspěchu svého syna Alfréda Velikého.

## Historický kontext

Mapa jižní Británie v polovině 9. století

Na počátku 9. století byla Anglie téměř zcela pod kontrolou Anglosasů, přičemž nejdůležitějšími jižními královstvími byla Mercie a Wessex. Mercie byla dominantní až do 20. let 9. století a uplatňovala nadvládu nad královstvími Východní Anglie a Kent, ale Wessex si na mocnějším sousedovi dokázal udržet nezávislost. Mercijský král Offa (757–796) byl dominantní postavou ve 2. polovině 8. století. Wessexský král Beorhtric (786–802) se v roce 789 oženil s Offovou dcerou. Králové Beorhtric a Offa vypudili Æthelwulfova otce Ecgberhta do vyhnanství a ten potom několik let strávil na dvoře Karla Velikého ve Francké říši. Ecgberht byl synem Ealhmunda, který byl krátce králem Kentu v roce 784. Po Offově smrti udržel mercijský král Coenwulf (796–821) nadvládu Mercijských, ale není jisté, zda se mu král Beorhtric někdy politicky podřídil. Když král Beorhtric zemřel v roce 802, stal se králem Ecgberht, snad s podporou Karla Velikého. Po dvě stě let bojovaly o západosaský trůn tři linie cerdikovské dynastie a žádný syn krále nenásledoval svého otce coby král. Ecgberhtovým nejlepším nárokem na trůn bylo jeho tvrzení, že byl prapravnukem Ingilda, bratra wessexského krále Inea (688–726), a v roce 802 se zdálo velmi nepravděpodobné, že by zrovna on založil trvalou dynastii.
Z prvních dvaceti let Ecgberhtovy vlády není zaznamenáno téměř nic, kromě tažení proti Cornwallským v 10. letech 9. století. Současný americký historik Richard Abels (* 1951) tvrdí, že mlčení Anglosaské kroniky bylo pravděpodobně úmyslné a zatajovalo Ecgberhtovu čistku mezi Beorhtrikovými velmoži a potlačení soupeřících královských linií. Vztahy mezi mercijskými králi a jejich kentskými poddanými byly odměřené. Kentští ealdormani nebyli přítomni na dvoře mercijského krále Coenwulfa, který byl ve sporu s canterburským arcibiskupem Wulfredem (805–832) o kontrolu nad kentskými kláštery. Zdá se, že Coenwulfovým hlavním zájmem bylo získat přístup k bohatství Kentu. Jeho nástupci Ceolwulf I. (821–823) a Beornwulf (823–826) obnovili vztahy s arcibiskupem Wulfredem a Beornwulf jmenoval podkrálem Kentu Baldreda.
Ke konci 8. století trpěla Anglie vikingskými nájezdy, ale mezi lety 794 a 835, kdy byl zpustošen ostrov Sheppey v Kentu, nejsou zaznamenány žádné útoky. V roce 836 byl král Ecgberht poražen vikingy u Carhamptonu v současném hrabství Somerset, ale v roce 838 zvítězil nad aliancí Cornwallských a vikingů v bitvě u Hingston Down, čímž se Cornwall stal královstvím závislým na Wessexu.

## Rodina
Æthelwulfův otec Ecgberht byl králem Wessexu v letech 802 až 839. Jméno Æthelwulfovy matky není známo a neměl ani žádné zaznamenané sourozence. Je známo, že měl dvě manželky po sobě, a pokud je známo, Osburh, první z nich, byla matkou všech jeho dětí. Byla dcerou Oslaka Hampshirského, kterého velšský mnich Asser  († asi 909), životopisec jejich syna Alfréda Velikého, popsal jako „slavného komorníka krále Æthelwulfa“, původem Jut, kteří vládli na ostrově Wight. Æthelwulf měl šest známých dětí. Jeho nejstarší syn Æthelstan byl dost starý na to, aby byl v roce 839 otcem jmenován králem Kentu, takže se musel narodit na počátku 20. let 9. století, a zemřel na počátku 50. let 9. století. Druhý syn Æthelbald je poprvé zmíněn jako svědek listiny v roce 841, a pokud by jako Alfréd začal svědčit coby svědek při vystavení listiny, když mu bylo kolem šesti let, narodil by se kolem roku 835. Æthelbald byl králem Wessexu v letech 858 až 860. Æthelwulfův třetí syn Æthelberht se pravděpodobně narodil kolem roku 839 a byl wessexským králem v letech 860 až 865. Jediná dcera Æthelswith se v roce 853 provdala za mercijského krále Burgreda. Další dva synové byli mnohem mladší, přičemž Æthelred se narodil kolem roku 848 a byl králem v letech 865 až 871, a dále Alfréd se narodil kolem roku 849 a byl králem v letech 871 až 899. V roce 856 se Æthelwulf oženil s Juditou, dcerou západofranckého Karla Holého a budoucího karolínského císaře, a jeho manželky Ermentrude. Osburh pravděpodobně zemřela, i když je možné, že byla zapuzena. Z Æthelwulfova manželství s Juditou žádné děti nevzešly. Po Æthelwulfově smrti se Judita provdala za jeho nejstaršího přeživšího syna a nástupce Æthelbalda.

## Æthelwulfovo mládí
Æthelwulf byl poprvé zmíněn v roce 825, kdy král Ecgberht vyhrál klíčovou bitvu u Ellandunu v současném hrabství Wiltshire proti mercijskému králi Beornwulfovi a ukončil tak dlouhou nadvládu Mercijských nad jižní Anglií. Na své vítězství navázal Ecgberht vysláním Æthelwulfa s Eahlstanem, biskupem ze Sherborne, a Wulfheardem, ealdormanem z Hampshiru, s velkou armádou do Kentu, aby vyhnali tamního podkrále Baldreda. Æthelwulf pocházel z kentského královského rodu a stal se podkrálem Kentu a Surrey, Sussexu a Essexu, které byly zahrnuty do jeho podkrálovství, dokud roku 839 nezdědil trůn Wessexu. Jeho královská vláda je zaznamenána v listinách, kdy v některých z nich jednal wessexský král Ecgberht se svolením svého syna, jako v roce 838 obdarování rochesterského biskupa Beornmoda. Samotný Æthelwulf vydal listinu jako král Kentu ve stejném roce. Na rozdíl od svých mercijských předchůdců, kteří si kentský lid odcizili tím, že vládli na dálku, Æthelwulf a jeho otec úspěšně kultivovali místní podporu tím, že vládli prostřednictvím kentských ealdormanů a prosazovali jejich zájmy. Podle Richarda Abelse odměňovali Ecgberht a Æthelwulf své přátele a zbavovali se příznivců Mercie. Historici se neshodují na postoji nového režimu ke kentské církvi. V Canterbury v roce 828 král Ecgberht udělil privilegia sufragánní diecézi se sídlem v Rochesteru a podle současného anglického historika Simona Keynese (* 1952) podnikli Ecgberht a Æthelwulf kroky, aby si zajistili podporu i arcibiskupa Wulfreda. Anglický historik Nicholas Brooks (1941–2014) však tvrdí, že Wulfredův mercijský původ, styky a kontakty se staly překážkou. Æthelwulf konfiskoval canterburskému kostelu statek v East Mallingu na základě skutečnosti, že mu jej udělil pouze Baldred, když byl na útěku před západosaskými silami. Ražba arcibiskupských mincí byla na několik let pozastavena a jediné panství, které obdržel arcibiskup Wulfred po roce 825, mu věnoval mercijský král Wiglaf.

V roce 829 král Ecgberht dobyl Mercii, ale Wiglaf své království získal o rok později zpět. Současný anglický historik David Peter Kirby (* 1936) považuje Wiglafův návrat na trůn v roce 830 za Ecgberhtův dramatický neúspěch, po kterém pravděpodobně následovala ztráta wessexské kontroly nad londýnskou mincovnou a znovuovládnutí království Essex a současného hrabství Berkshire Mercií. Současná anglická historička Heather Edwards uvádí, že jeho „... nesmírná dobytá území nebylo možné udržet“. Nicméně z Keynesova pohledu:
Je zajímavé... že jak Ecgberht, tak jeho syn Æthelwulf, jak se zdá, respektovali samostatnou identitu Kentu a jeho přidružených provincií, jako by v této fázi zřejmě neexistoval žádný plán absorbovat jihovýchod (Anglie) do rozšířeného království táhnoucího se napříč celou jižní Anglii. Nezdá se ani, že by Ecgberht a jeho nástupci měli v úmyslu udržet si nadvládu jakéhokoli druhu nad královstvím Mercie... Je docela možné, že se Ecgberht vzdal Mercie z vlastní vůle; a neexistuje žádný náznak, že by poté vztahy mezi vládci Wessexu a Mercie ovlivnil jakýkoli zbytkový antagonismus.
V roce 838 král Ecgberht uspořádal shromáždění v Kingstonu v Surrey, kde mohl být Æthelwulf arcibiskupem pomazán na krále. Ecgberht navrátil panství East Malling Wulfredovu nástupci ve funkci canterburského arcibiskupa, Ceolnothovi, výměnou za slib „pevného a neporušeného přátelství“ pro sebe a Æthelwulfa a jejich dědice, a stejná podmínka je stanovena v darovací listině pro biskupský stolec ve Winchesteru. Ecgberht tak zajistil podporu Æthelwulfovi, který se stal prvním synem, který od roku 641 nastoupil po svém otci jako západosaský král. Na stejném setkání si kentské kláštery zvolily Æthelwulfa za svého pána a on se zavázal, že po jeho smrti si budou moci svobodně volit své představené. Wulfred zasvětil výkon svého arcibiskupského úřadu boji proti pravomocem světského panovníka nad kentskými kláštery, ale Ceolnoth napříště přenechal účinnou kontrolu nad nimi Æthelwulfovi, jehož nabídka osvobození od kontroly po jeho smrti pravděpodobně nebude respektována jeho nástupci. Kentští duchovní a laici nyní hledali ochranu před útoky vikingů spíše u západosaské než mercijské královské moci.
Ecgberhtovy výboje mu přinesly bohatství mnohem větší, než jaké kdy připadlo jeho předchůdcům, a umožnila mu koupit si podporu, která zajistila západosaský trůn jeho potomkům. Stabilita, kterou přinesla dynastická posloupnost Ecgberhta a Æthelwulfa, vedla k expanzi obchodních a agrárních zdrojů a k nárůstu královských příjmů. Bohatství západosaských králů se zvýšilo také dohodou s arcibiskupem Ceolnothem v letech 838–839, aby dříve nezávislé západosaské minstry přijaly wessexského krále za svého světského pána výměnou za jeho ochranu nad nimi. Nebylo však jisté, že hegemonie Wessexu bude trvalejší než hegemonie Mercie.

## Králem Wessexu

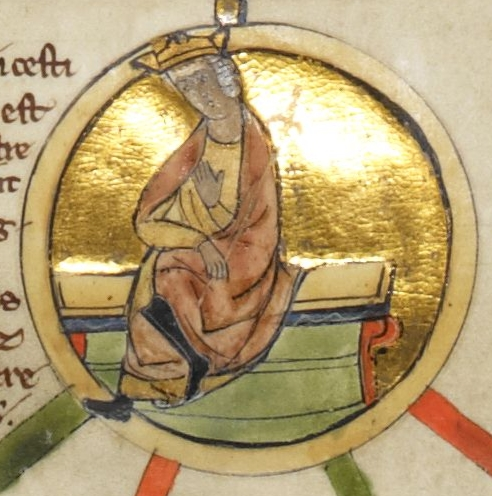
Zobrazení krále Æthelwulfa v Genealogical Chronicle of the English Kings („Genealogická kronika anglických králů“) z konce 13. století

Když Æthelwulf v roce 839 nastoupil na wessexský trůn, jeho zkušenost coby podkrále Kentu mu poskytla cennou průpravu pro úřad krále, takže na oplátku podkrále učinil ze svých vlastních synů. Podle Anglosaské kroniky při svém nástupu „dal svému synu Æthelstanovi království lidu Kentu a království Východních Sasů [Essex] a lid Surrey a (království) Jižních Sasů [Sussex]“. Æthelwulf však nedal Æthelstanovi stejnou moc, jakou mu dal jeho otec, a přestože Æthelstan potvrzoval otcovy listiny coby král, nezdá se, že by dostal pravomoc vydávat listiny vlastní. Král Æthelwulf uplatňoval svou autoritu na jihovýchodě Anglie a pravidelně oblast navštěvoval. Wessexu a Kentu vládl coby dvěma samostatným entitám, přičemž shromáždění v každém království se účastnila pouze šlechta dané země. Historička Janet Nelson říká, že „Æthelwulf vedl rodinnou firmu v karolínském stylu s několika královstvími, kterou držela pohromadě jeho vlastní autorita coby otce-krále a souhlas významných elit“. Pokračoval v otcově politice vládnutí Kentu prostřednictvím ealdormanů jmenovaných z místní šlechty a prosazování jejích zájmů, ale méně podporoval církev. V roce 843 král Æthelwulf věnoval deset popluží v kentské vesnici Little Chart Æthelmodovi, bratrovi předního kentského ealdormana Ealherea, a následně se Æthelmod stal po smrti svého bratra v roce 853 jeho nástupcem. V roce 844 král Æthelwulf daroval půdu v malé vesničce Horton nedaleko Canterbury ealdormanu Eadredovi s povolením převést její části na místní vlastníky půdy. V kultuře reciprocity to vytvořilo síť vzájemných přátelství a závazků mezi příjemci a králem. Canterburští arcibiskupové byli pevně vpleteni do sféry západosaského krále. Jeho ealdormani požívali vysokou prestiž a někdy byli v seznamech svědků listin umístěni výše než královští synové. Æthelwulfova vláda je první, pro kterou existují důkazy o královských kněžích a opatství Malmesbury ho považovalo za důležitého mecenáše, o kterém se říká, že byl donátorem svatyně pro relikvie sv. Aldhelma (asi 639–709).
Po roce 830 se král Ecgberht držel politiky udržování dobrých vztahů s Mercií a v tom pokračoval i Æthelwulf, když se stal králem. Londýn byl tradičně mercijským městem, ale ve 30. letech 9. století byl pod západosaskou kontrolou. Brzy po Æthelwulfově nástupu na trůn se ale vrátil pod kontrolu Mercijských. Mercijský král Wiglaf zemřel v roce 839 a jeho nástupce Berhtwulf obnovil mercijskou mincovnu v Londýně. Zdá se, že se obě království věnovala společné záležitosti v polovině 40. let 9. století, což možná naznačuje západosaskou pomoc při obnově mercijské ražby a ukazuje přátelské vztahy mezi oběma mocnostmi. Berkshire byl ještě v roce 844 v mercijských rukou, ale v roce 849 byl součástí Wessexu, protože se Alfréd narodil v tomto roce na západosaském královském panství ve Wantage, tehdy v Berkshiru. Nicméně místní mercijský ealdorman, také jménem Æthelwulf, si udržel své postavení pod západosaskými králi. Král Berhtwulf zemřel v roce 852 a spolupráce s Wessexem pokračovala i za jeho nástupce ve funkci krále Mercie Burgreda, který se v roce 853 oženil s Æthelwulfovou dcerou Æthelswith. Ve stejném roce Æthelwulf pomohl Burgredovi při úspěšném útoku na Wales, aby obnovil tradiční mercijskou hegemonii nad Velšany.
V Mercii a Kentu v 9. století vytvářely královské listiny církevní instituce, z nichž každá měla svůj vlastní styl, ale ve Wessexu existovala jediná královská diplomatická tradice realizovaná pravděpodobně jediným královským úřadem. Tato praxe mohla mít svůj původ již v době Ecgberhtovy vlády a stala se zejména patrnou ve 40. letech 9. století, kdy měl král Æthelwulf franckého sekretáře jménem Felix. Mezi západosaským a karolínským dvorem existovaly silné kontakty. Letopisy sv. Bertina se zvláště zajímaly o útoky vikingů na Británii a v roce 852 opat z Ferrières a chráněnec Karla Holého Lupus napsal Æthelwulfovi, aby mu poblahopřál k vítězství nad vikingy a požádal o dar olova na pokrytí střechy svého kostela. Lupus také napsal svému „nejmilovanějšímu příteli“ Felixovi a požádal ho, aby zorganizoval dopravu tohoto olova. Na rozdíl od Canterbury a jihovýchodu Anglie nezaznamenal Wessex v polovině 9. století prudký pokles úrovně latiny v listinách, částečně zřejmě díky Felixovi a jeho kontinentálním kontaktům. Lupus se domníval, že Felix měl na krále velký vliv. Listiny byly vydávány hlavně z královských statků v hrabstvích, která byla srdcem starobylého Wessexu, jmenovitě Hampshire, Somerset, Wiltshire a Dorset, a několik v Kentu.
Starobylé rozdělení mezi východem a západem Wessexu zůstávalo i v 9. století důležité, přičemž hranicí byl Selwoodský les na pomezí Somersetu, Dorsetu a Wiltshiru. Ve Wessexu byla dvě biskupství, a sice se sídlem v Sherborne na západě a Winchesteru na východě. Zdá se, že Æthelwulf měl rodinné vazby v oblasti západně od Selwoodu, ale jeho záštita se soustřeďovala dále na východ, zejména na Winchester, kde byl pohřben jeho otec a kde v letech 852–853 jmenoval Swithuna biskupem coby nástupce Helmstana. Nicméně daroval pozemek v Somersetu svému přednímu ealdormanovi Eanwulfovi a 26. prosince 846 sám sobě daroval velký majetek v South Hams v západní části současného hrabství Devon. Změnil ho tak z majetku koruny, který byl povinen předat svému nástupci ve funkci krále, na osobní držbu půdy, kterou bylo možné převádět dle libosti vlastníka, a tak mohl udělovat pozemky svým stoupencům ke zlepšení bezpečnosti v pohraničním pásmu.

## Vikinská hrozba
Vikinské nájezdy se na počátku 40. let 9. století zvýšily na obou stranách Lamanšského průlivu a v roce 843 byl král Æthelwulf poražen válečníky z 35 dánských lodí u Carhamptonu v Somersetu. V roce 850 vybojovali kentský podkrál Æthelstan a kentský ealdorman Ealhhere námořní vítězství nad velkou vikinskou flotilou u Sandwiche v Kentu, zajali devět lodí a zahnali zbytek. Král Æthelwulf udělil Ealhhereovi velký majetek v Kentu, ale Æthelstan následně už není zmiňován a pravděpodobně brzy poté zemřel. Následující rok Anglosaská kronika zaznamenává pět různých útoků na jižní Anglii. Dánská flotila o 350 vikinských lodích dobyla Londýn a Canterbury, a když jim mercijský král Berhtwulf přišel na pomoc, byl poražen. Vikingové se poté přesunuli do Surrey, kde byli poraženi Æthelwulfem a jeho synem Æthelbaldem v bitvě u Aclea. Podle Anglosaské kroniky západosaská branná hotovost „se dopustila největšího masakru pohanů, o kterém jsme až do dnešních dnů slyšeli vyprávět“. Anglosaská kronika často podávala zprávy o vítězstvích během Æthelwulfovy vlády vybojovaná brannou hotovostí vedenou ealdormany na rozdíl od 70. let 9. století, kdy bylo zdůrazňováno královské velení, což odráželo konsenzuálnější styl vlády v období dřívějším.
V roce 850 zimovala na ostrově Thanet dánská armáda a v roce 853 byli ealdormani Ealhhere z Kentu a Huda ze Surrey zabiti v bitvě proti vikingům rovněž na Thanetu. V roce 855 dánští vikingové zůstali přes zimu na ostrově Sheppey, než pokračovali v drancování východní Anglie. Nicméně během Æthelwulfovy vlády byly útoky vikingů zvládány a nepředstavovaly velkou hrozbu.

## Ražba mincí

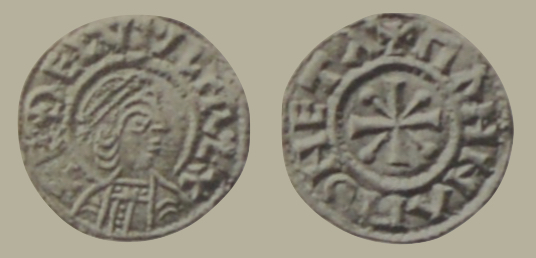
Mince krále Æthelwulfa: „EĐELVVLF REX“, mincíř (pregéř) Manna, Canterbury

Stříbrná pence byla téměř jedinou mincí používanou ve středním a pozdním období anglosaské Anglie. Æthelwulfovy ražby pocházely z hlavní mincovny v Canterbury a vedlejší mincovny v Rochesteru. Obě dvě používal král Ecgberht pro svou vlastní ražbu mincí poté, co získal vládu nad Kentem. Za Æthelwulfovy vlády lze v obou mincovnách rozlišit čtyři hlavní fáze ražby, i když nejsou přesně paralelní a není jisté, kdy k přechodu z jedné fáze do druhé došlo. První ražby v Canterbury nesly motiv zvaný Saxoniorum, který král Ecgberht použil pro jednu ze svých vlastních ražeb. Tento motiv byl asi v roce 843 nahrazen portrétním motivem, který lze dále rozlišit, kdy nejstarší mince mají hrubší design než ty pozdější. V mincovně v Rochesteru byla posloupnost motivů obrácená a původní portrétní design byl také asi v roce 843 nahrazen neportrétním vzorem s křížem a klíny na líci.
Kolem roku 848 obě mincovny přešly na společný vzor zvaný Dor¯b¯/Cant, přičemž znaky „Dor¯b¯“ na lícní straně těchto mincí znamenají buď Dorobernia (Canterbury), nebo Dorobrevia (Rochester), a označení „Cant“, odkazující na Kent, se objevilo na zadní straně. Je možné, že mincovna v Canterbury ve stejné době pokračovala v ražbě portrétních mincí. Zdá se, že ražbu v Canterbury ukončily vikingské nájezdy v letech 850–851. Je možné, že Rochester byl ušetřen a ražba tam mohla pokračovat. Poslední ražba opět v obou mincovnách byla realizována kolem roku 852. Na rubu mají mince vyražený kříž a na líci portrét. Mince ražené na konci Æthelwulfovy vlády ražba byly znehodnoceny, a přestože se problém po jeho smrti zhoršil, je možné, že znehodnocení způsobilo změny v typu mincí již od roku 850.
Æthelwulfova první ražba mincí v Rochesteru zřejmě začala, když byl ještě podkrálem Kentu za wessexského krále Ecgberhta. Poklad mincí uschovaný na začátku Æthelwulfovy vlády kolem roku 840 a nalezený v Middle Temple v Londýně obsahoval 22 mincí z Rochesteru a dvě mince z Canterbury z první ražby každé mincovny. Někteří numismatici tvrdí, že vysoký podíl rochesterských mincí znamená, že ražba musela začít před Ecgberhtovou smrtí, ale alternativním vysvětlením je, že ten, kdo mince hromadil, měl náhodou větší přístup k rochesterským mincím. Æthelwulfovi synové za jeho vlády nerazili žádné mince.
Ceolnoth, který byl canterburským arcibiskupem po celou dobu Æthelwulfovy vlády, v Canterbury také razil své vlastní mince, přičemž existovaly tři různé portrétní motivy, které jsou považovány za současné s každou z prvních tří Æthelwulfových ražeb v Canterbury. Po nich následoval design vepsaného kříže, který byl stejný jako Æthelwulfova finální ražba. V Rochesteru nechal biskup Beornmod razit pouze jednu ražbu, a sice křížový a klínový design, který byl současný s Æthelwulfovou ražbou Saxoniorum.
Podle názoru britských numismatiků Philipa Griersona (1910–2006) a Marka Blackburna (1953–2011) nebyly mincovny ve Wessexu, Mercii a Východní Anglii změnami politické moci příliš ovlivněny: „pozoruhodná kontinuita mincířů (pregéřů), kterou lze vidět v každé z těchto mincoven, naznačuje, že organizace mincovny byla do značné míry nezávislá na královské správě a byla založena na stabilních obchodních komunitách každého města“.

## Decimační charty

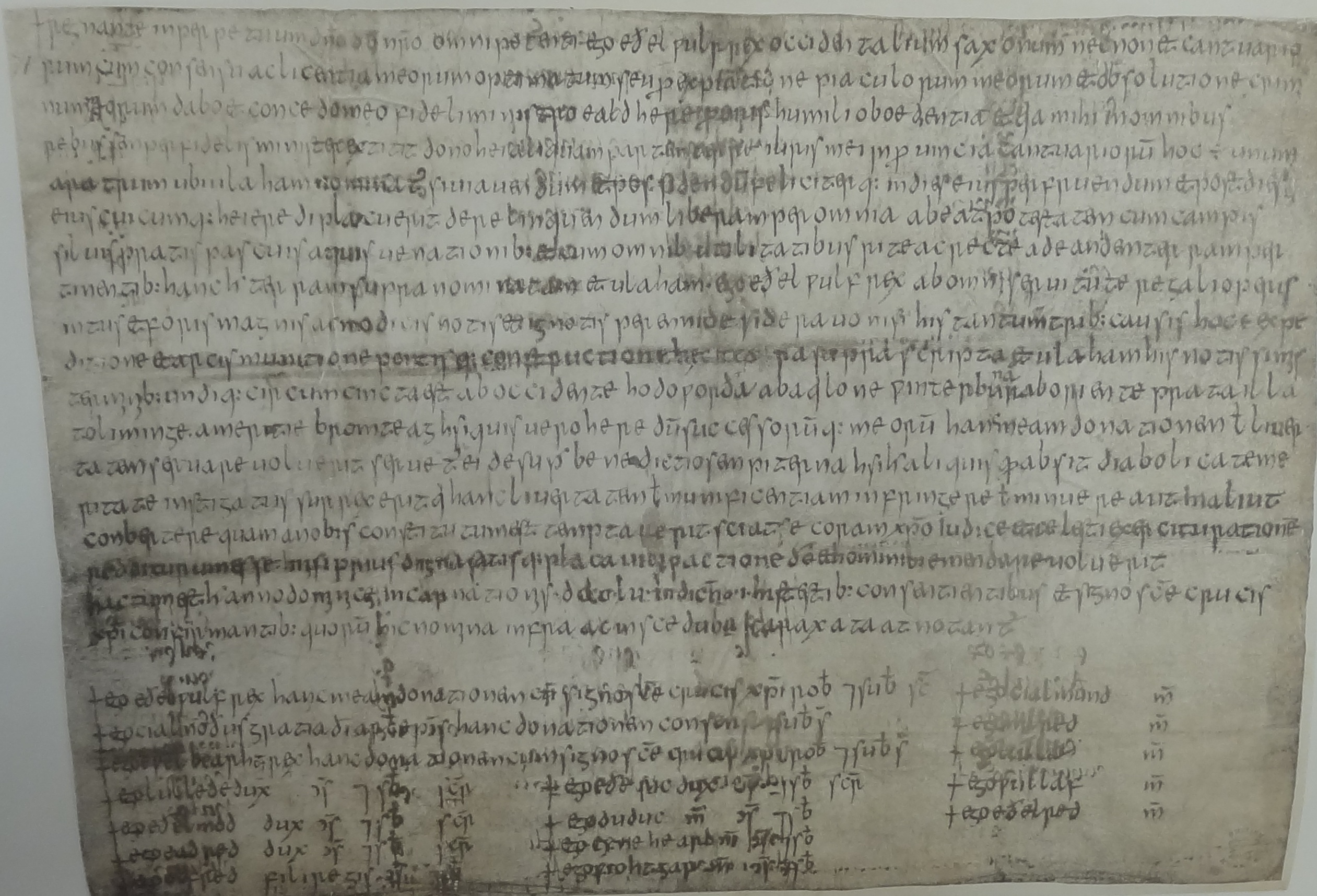
Charta S 316 z roku 855, ve které král Æthelwulf udělil půdu v Ulahamu v Kentu svému duchovnímu Ealdhereovi.

Anglický historik W. H. Stevenson (1858–1924) poznamenal, že: „Málo věcí v naší rané historii vedlo k tolika diskuzím“ jako Æthelwulfovy Decimační charty. O sto let později je expertka na charty Susan Kelly popsala jako „jedny z nejkontroverznější skupiny anglosaských listin“. Biskup Asser i Anglosaská kronika shodně říkají, že král Æthelwulf schválil „decimaci“ v roce 855 krátce před svým odjezdem na pouť do Říma. Podle Anglosaské kroniky „Král Æthelwulf převedl chartou desetinu své země po celém svém království ke chvále Boží a ke své vlastní věčné spáse“. Asser však prohlašuje, že „Æthelwulf, vážený král, osvobodil desetinu celého svého království od královské služby a berně a jako dědictví věčné ji předal na Kristově kříži trojjedinému Bohu za vykoupení duše své a svých předchůdců.“ Podle Simona Keynese může být Asserova verze jen „volným překladem“ Anglosaské kroniky a Asserův logický závěr logický závěr, že osvobodil desetinu veškeré země od světských břemen, Æthelwulf pravděpodobně nezamýšlel. Veškerá půda mohla být považována za královu zemi, takže zmínka v Anglosaské kronice o „jeho zemi“ nemusí nutně odkazovat na královský majetek, a protože zaknihování půdy – její převod listinou – bylo vždy považováno za zbožný akt, Asserovo prohlášení, že ji předal Bohu, nutně neznamená, že listiny byly převodem ve prospěch církve.
Decimační listiny rozděluje Susan Kelly do čtyř skupin:
1. Dvě listiny datované ve Winchesteru 5. listopadu 844. V listině uchované v archivu opatství Malmesbury se Æthelwulf v preambuli zmiňuje o nebezpečném stavu svého království v důsledku útoků pohanů a barbarů. V zájmu své duše a na oplátku za mše pro krále a ealdormany každou středu: „Rozhodl jsem se dát věčnou svobodu určité části dědičných pozemků všem těm hodnostářům, kteří ji mají v držení, a to jak služebníkům Božím, tak služebnicím sloužícím Bohu a pro laiky vždy desáté popluží, a kde je to méně, pak jeho desátou část.“[pozn. 12]
2. Šest listin datováno ve Wiltonu na Boží hod velikonoční, 22. dubna 854. Ve společném textu těchto listin Æthelwulf uvádí, že „v zájmu své duše a prosperity království a [spásy] lidu, který mu byl svěřen Bohem, jednal podle rady, kterou mu dali jeho biskupové, vojvodové (comites) a všichni jeho šlechtici. Desátý díl pozemků po celém svém království udělil nejen kostelům, ale také svým thénům. [pozn] Půda je udělena ve věčné svobodě, takže zůstane bez královských služeb a všech světských břemen. Na oplátku zůstane liturgická vzpomínka na krále a jeho biskupy a ealdormany.“[pozn. 13]
3. Pětice listin ze Starého minsteru ve Winchesteru související se setkáním ve Wiltonu, ale obecně považovaných za falza.[pozn. 14]
4. Jedna listina z Kentu s datem 855, jediná, která má stejné datum jako decimace podle Anglosaské kroniky a Assera. Král uděluje svému thénu[pozn. 15] Dunnovi majetek v Rochesteru „kvůli zdecimování pozemků, k němuž jsem se z Božího daru rozhodl“. Dunn přenechal půdu své ženě s jejím následným navrácením rochesterské katedrále.[pozn. 16][97]

Žádná z listin není originál a Stevenson je všechny odmítl jako podvod, kromě kentské listiny z roku 855. Stevenson viděl decimaci jako darování královských statků kostelům a laikům, přičemž převody půdy udělené laikům byly učiněny s vědomím, že tato půda bude navrácena náboženské instituci. Až do 90. let 20. století byl jeho názor na pravost listin vědci obecně akceptován, s výjimkou anglického historika H. P. R. Finberga (1900–1974), který v roce 1964 tvrdil, že většina je založena na autentických listinách. Finberg poprvé použil termíny „První decimace“ pro listiny z roku 844, kterou považoval za osvobození od veřejných poplatků z desetiny veškeré půdy převedené chartami, a „Druhá decimace“ pro listiny z roku 854, darování desetiny „soukromého majetku královského domu“ kostelům. Považoval za nepravděpodobné, že by První decimace vstoupila v platnost, pravděpodobně kvůli hrozbě ze strany vikingů. Finbergova terminologie byla přijata, ale jeho obhajoba První decimace byla obecně odmítnuta. V roce 1994 Keynes obhajoval wiltonské charty ve skupině 2 a jeho argumenty byly široce přijímány.
Historici jsou rozděleni v tom, jak interpretovat Druhou decimaci. V roce 1994 ji Simon Keynes popsal jako „jeden z nejvíce matoucích problémů“ při studiu listin z 9. století. Uvedl tři alternativy:
1. Převedla desetinu královského panství – tj. korunních statků na rozdíl od osobního majetku panovníka – do rukou kostelů, duchovních a laiků. V anglosaské Anglii bylo pozemkové vlastnictví buď folkland[pozn. 17] nebo bookland.[pozn. 18] Převody půdy držené podle zvykového práva (folkland) se řídily zvykovými právy příbuzných držitele, které podléhaly králově souhlasu, zatímco držení půdy bookland bylo zřízeno udělením královské listiny a vlastník s ní mohl volně nakládat. „Zaknihování“ půdy ji tak chartou přeměnilo z držby folkland na držbu bookland. Královské panství bylo držbou folkland koruny, zatímco králova držba bookland byla jeho vlastním osobním majetkem, který mohl podle své vůle přenechat na základě svého rozhodnutí. Decimací mohl Æthelwulf královskou držbu folkland převést chartou, aby se stala držbou bookland, v některých případech laikům, kteří půdu již měli pronajatou.[104][105][106][107][108]
2. Jednalo se o převod držby půdy folkland jejím vlastníkům, kteří ji pak mohli svobodně převést církvi.[104]
3. Jednalo se o snížení světských břemen na pozemky již v držení vlastníků půdy o jednu desetinu.[104] Světská břemena mohla zahrnovat dodávky zásob pro krále a jeho úředníky a placení různých berní.[109]

Někteří učenci, kupříkladu anglický historik Frank Stenton (1880–1967), autor klasických dějin anglosaské Anglie, spolu se Simonem Keynesem a Richardem Abelsem, vidí Druhou decimaci jako darování královského panství. Podle Abelsova názoru král Æthelwulf usiloval o loajalitu aristokracie a církve během nadcházející královy nepřítomnosti ve Wessexu, neboť pociťoval dynastickou nejistotu také patrnou z velkorysosti jeho otce vůči kentské církvi v roce 838 a v jeho „horlivé pozornosti“ v tomto období vedoucí k sestavování a přepisování královských rodokmenů. Simon Keynes tvrdí, že „Æthelwulfovým účelem pravděpodobně bylo získat Boží pomoc v bojích proti vikingům“ a anglický historik Eric John (1922–2000) poznamenal, že „celoživotní středověké studium člověka naučí, že raně středověký král nebyl nikdy tak politický, jako když klečel.“ Názor, že decimace byla darováním králova osobního majetku, podporoval v Irsku narozený anglický historik Alfred P. Smyth, který tvrdil, že to byly jediná půda, kterou král měl právo zcizit svou chartou. Jiný v Irsku narozený historik Martin Ryan (* 1944) preferuje názor, že Æthelwulf osvobodil desetinu půdy ve vlastnictví laiků od světských závazků, kteří tak mohli obdarovat kostely pod svou vlastní záštitou. Ryan to vidí jako součást kampaně náboženské vroucnosti. Podle současného anglického historika Davida Pratta je „to nejlépe interpretovat jako strategický ‚daňový škrt‘ určený k podpoře spolupráce při obranných opatřeních prostřednictvím částečného prominutí královských berní“. Janet Nelson uvádí, že k decimaci došlo ve dvou fázích, ve Wessexu v roce 854 a v Kentu v roce 855, což odráží skutečnost, že zůstaly samostatnými královstvími.
Susan Kelly tvrdí, že většina listin byla založena na skutečných originálech, včetně První decimace z roku 844. Říká: „Komentátoři byli nelaskaví [a] verzi z roku 844 nedopřáli benefit pochybností“. Podle jejího názoru pak Æthelwulf poskytl 10% slevu na dani z pozemkové držby bookland a o deset let později podnikl ještě velkorysejší krok „širokého přerozdělení královských pozemků“. Na rozdíl od Finberga se domnívá, že obě decimace byly realizovány, i když ta druhá nemusela být dokončena kvůli odporu Æthelwulfova syna Æthelbalda. Myslí si, že převody pozemkové držby bookland laikům ve Druhé decimaci bylo bezpodmínečné, nikoli s návratem k náboženským domům, jak tvrdil Stevenson. Nicméně Keynese argumenty Susan Kellyové nepřesvědčily a myslí si, že charty První decimace byly fabulace z 11. nebo počátku 12. století.

## Pouť do Říma a pozdější život
V roce 855 se Æthelwulf vydal na pouť do Říma. Podle Richarda Abelse: „Æthelwulf byl na vrcholu své moci a prestiže. Pro západosaského krále to byla příhodná doba, aby si nárokoval čestné místo mezi králi a císaři křesťanstva.“ Jeho nejstarší přeživší synové Æthelbald a Æthelberht byli tehdy již dospělí, zatímco Æthelred a Alfréd byli ještě malé děti. V roce 853 poslal král Æthelwulf své mladší syny do Říma, možná doprovázeli vyslance v souvislosti s jeho vlastní nadcházející návštěvou. Alfrédovi, a pravděpodobně také Æthelredovi, byl propůjčen „konzulský opasek“. Æthelredova účast na cestě je známa pouze ze soudobého záznamu v liber vitae z bývalého kláštera San Salvatore v Brescii, protože pozdější záznamy jako kupříkladu Anglosaská kronika se zajímaly pouze o zaznamenávání poct prokázaných Alfrédovi. Abels vidí toto diplomatické poselstvo jako snahu vydláždit cestu pro Æthelwulfovu vlastní pouť a přítomnost Alfréda, jeho nejmladšího, a proto nejpostradatelnějšího syna, jako gesto dobré vůle vůči papežskému úřadu. Biřmování papežem Lvem IV. učinilo Alfréda jeho duchovním synem, a tak vytvořilo duchovní spojení mezi oběma „otci“. Kirby tvrdí, že cesta může naznačovat, že Alfréd byl určen pro církevní dráhu, zatímco Janet Nelson v ní naopak vidí Æthelwulfův záměr potvrdit svým mladším synům způsobilost eventuelně nastoupit na trůn, a tak je chránit před tonsurou, ke které by je přiměli jejich starší bratři, což by je učinilo nezpůsobilými pro královský úřad.
Král Æthelwulf se vydal do Říma na jaře roku 855 v doprovodu Alfréda a početné družiny. Král ponechal Wessex v péči svého nejstaršího přeživšího syna Æthelbalda a podkrálovství Kent pod vládou Æthelberhta, a tím je potvrdil jako své nástupce v obou královstvích. Cestou se družina zastavila u krále Karla Holého ve Francké říši, kde se konaly obvyklé hostiny a výměna dárků. Král Æthelwulf pobýval rok v Římě a mezi jeho dary římské diecézi patřila zlatá koruna o váze 4 liber (1,8 kg), dva zlaté poháry, meč omotaný zlatem, čtyři stříbrné pozlacené misky, dvě hedvábné tuniky a dva zlatem protkané závoje. Dal také zlato duchovenstvu a předním mužům a stříbro lidu Říma. Podle historičky Joanny Storyové se jeho dary vyrovnaly darům karolínských dárců a byzantského císaře a „byly jasně vybrány tak, aby odrážely osobní štědrost a duchovní bohatství západosaského krále; nebyl to zde žádný germánský ‚křupan‘ z konce křesťanského světa, ale naopak sofistikovaný, bohatý a zcela současný panovník“. Anglický kronikář z období po dobytí Anglie Vilém z Malmesbury uvedl, že král Æthelwulf pomohl zaplatit obnovu charitativní instituce pro anglické poutníky Schola Saxonum v současné římské čtvrti Borgo, která byla nedlouho před tím zničena požárem.
Æthelwulfova pouť do Říma je pro historiky stále záhadou a Susan Kelly ji komentuje, že „je mimořádné, že raně středověký král mohl považovat své postavení za dostatečně bezpečné, aby opustil své království v době extrémní krize“. Naznačuje, že král Æthelwulf mohl být motivován osobním náboženským podnětem. Martin Ryan to vidí jako pokus utišit hněv Boží projevený útoky vikingů, zatímco Janet Nelson si myslí, že chtěl zvýšit svou prestiž při řešení požadavků svých dospělých synů. Podle Kirbyho:
Æthelwulfova cesta do Říma je velmi zajímavá, protože neznamenala abdikaci a ústup ze světa jako cesty do Říma jeho předchůdců Cædwally a Inea a dalších anglosaských králů. Šlo spíše o projev mezinárodního postavení krále a demonstraci prestiže, které se jeho dynastie těšila ve franckých a papežských kruzích.
Na zpáteční cestě z Říma se král Æthelwulf opět zastavil u krále Karla Holého a možná se k němu přidal na tažení proti tlupě vikinských válečníků. 1. října 856 se král Æthelwulf oženil v severofrancouzské obci Verberie s Karlovou dcerou Juditou, které v té době bylo 12 nebo 13 let. Manželství bylo považováno za mimořádné současníky i moderními historiky. Karolínské princezny se zřídka vdávaly, obvykle byly posílány do ženských klášterů a bylo pro ně téměř neznámé, aby se vdávaly za cizince. Judita byla korunována na královnu a pomazána remešským arcibiskupem Hincmarem. Přestože císařovny byly pomazány již dříve, jde o první nesporné známé pomazání karolínské královny. Navíc západosaský zvyk, který biskup Asser popsal jako „zvrácený a odporný“, spočíval v tom, že manželka wessexského krále nemohla být nazývána královnou, ani sedět na trůnu se svým manželem – byla to pouze králova manželka.
Při návratu do Wessexu čelil král Æthelwulf vzpouře svého syna Æthelbalda, který se pokoušel zabránit otci získat trůn zpět. Historici podávají různá vysvětlení pro tuto vzpouru i Æthelwulfovo manželství. Podle názoru Janet Nelson včlenil Æthelwulfův sňatek s Juditou západosaského krále do rodiny králů a knížecích spojenců, kterou král Karel Holý vytvářel. Karel Holý se potýkal jak s útoky vikingů, tak s povstáním jeho vlastní šlechty, a Æthelwulf měl velkou prestiž díky svým vítězstvím nad vikingy. Někteří historici jako David Peter Kirby nebo současná anglická historička Pauline Stafford (* 1946) vidí Æthelwulfovo manželství jako zpečetění protivikinské aliance. Manželství dalo Æthelwulfovi podíl na karolinské prestiži a Kirby popisuje pomazání Judity jako „charismatické posvěcení, které posílilo její postavení, požehnalo její lůno a propůjčilo jejímu mužskému potomkovi vyšší stupeň nároku na následnictví na trůn“. Tyto známky zvláštního postavení naznačovaly, že její syn bude následníkem Æthelwulfa alespoň v části jeho království, a vysvětlují Æthelbaldovo rozhodnutí vzbouřit se. Historik Michael Enright popírá, že by protivikinské spojenectví mezi dvěma tak vzdálenými královstvími mohlo sloužit jakémukoli užitečnému účelu, a tvrdí, že sňatek byl Æthelwulfovou reakcí na zprávy, že jeho syn plánoval vzpouru. Æthelwulfovův syn od pomazané karolínské královny by byl v silné pozici, aby se stal králem Wessexu namísto vzpurného Æthelbalda. Abels naznačuje, že Æthelwulf usiloval o Juditinu ruku, protože potřeboval peníze a podporu jejího otce, aby zdolal vzpouru svého syna, ale Kirby a Smyth tvrdí, že je krajně nepravděpodobné, že by Karel Holý souhlasil se sňatkem své dcery s vládcem, o němž by bylo známo, že má vážné politické potíže. Æthelbald také možná jednal z roztrpčení nad ztrátou dědictví, kterou utrpěl v důsledku Æthelwulfovy decimace.
Æthelbaldovu vzpouru podpořil sherbornský biskup Ealhstan a Eanwulf, ealdorman ze Somersetu, i když se zdá, že to původně byli dva z Æthelwulfových nejdůvěryhodnějších rádců. Podle biskupa Assera se spiknutí odehrávalo „v západní části Selwoodu“ a západní šlechtici možná podporovali Æthelbalda, protože neschvalovali přízeň, kterou Æthelwulf projevoval vůči východnímu Wessexu. Asser také uvedl, že Æthelwulf souhlasil s tím, že se vzdá západní části svého království, aby se vyhnul občanské válce. Někteří historici jako Keynes a Abels se domnívají, že jeho vláda byla tehdy omezena na jihovýchod Anglie, zatímco jiní jako Kirby si myslí, že je pravděpodobnější, že to byl samotný Wessex, který byl rozdělen, přičemž Æthelbald si ponechal Wessex západně od Selwoodu, Æthelwulf drží střed a východ a Æthelberht drží jihovýchod Anglie. Æthelwulf trval až do konce svého života na tom, že Judita má sedět po jeho boku na trůnu, a podle Assera to bylo „bez jakéhokoliv nesouhlasu nebo nespokojenosti ze strany jeho šlechticů“.

## Prsten krále Æthelwulfa

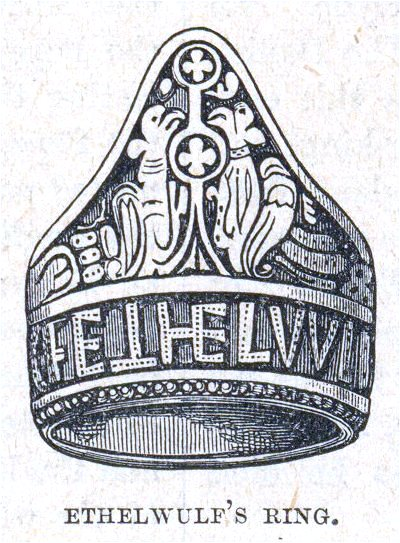
Prsten krále Æthelwulfa

Prsten našel zřejmě v srpnu 1780 jistý William Petty v opotřebovaném dřevěném dvoukoláku ve vesnici Laverstock v hrabství Wiltshire a prodal ho nějakému stříbrotepci v Salisbury. Tento stříbrotepec ho následně prodal hraběti z Radnoru (1750–1828) a hraběcí syn William (1779–1869) jej v roce 1829 daroval Britskému muzeu. Prsten je spolu s podobným prstenem Æthelwulfovy dcery Æthelswith jedním ze dvou nejdůležitějších příkladů niellové kovovýroby 9. století. Zdá se, že oba prsteny představují vznik „dvorního stylu“ západosaského kovotepectví, který se vyznačuje neobvyklou křesťanskou ikonografií, jakou je pár pávů u Fontány života na Æthelwulfově prstenu spojený s křesťanskou nesmrtelností. Na prstenu je nápis „Æthelwulf Rex“, který ho pevně spojuje s králem, přičemž nápis je součástí motivu, takže nemohl být přidán později. Mnohé z jeho znaků jsou typické pro kovovýrobu 9. století, jako kupříkladu motiv dvou ptáků, perličkové a kropenaté okraje a ondřejský kříž se zakončeními podobnými šípům na zadní straně. Vyroben byl pravděpodobně ve Wessexu, ale byl typický svou uniformitou zvířecích ornamentů typických v Anglii 9. století. Podle současného anglického historika umění Leslieho Webstera (* 1943), odborníka na středověké umění: „Jeho jemný ornament ve stylu Trewhiddle určitě odpovídá datu poloviny 9. století.“ Podle názoru Janet Nelson „byl jistě vyroben, aby se stal darem tohoto královského vládce mocnému stoupenci: symbol zdárné královské vlády 9. století“. Současný anglický historik umění David Wilson (* 1931) v tom vidí přežitek pohanské tradice štědrého krále coby „dárce prstenu“.

## Æthelwulfova poslední vůle

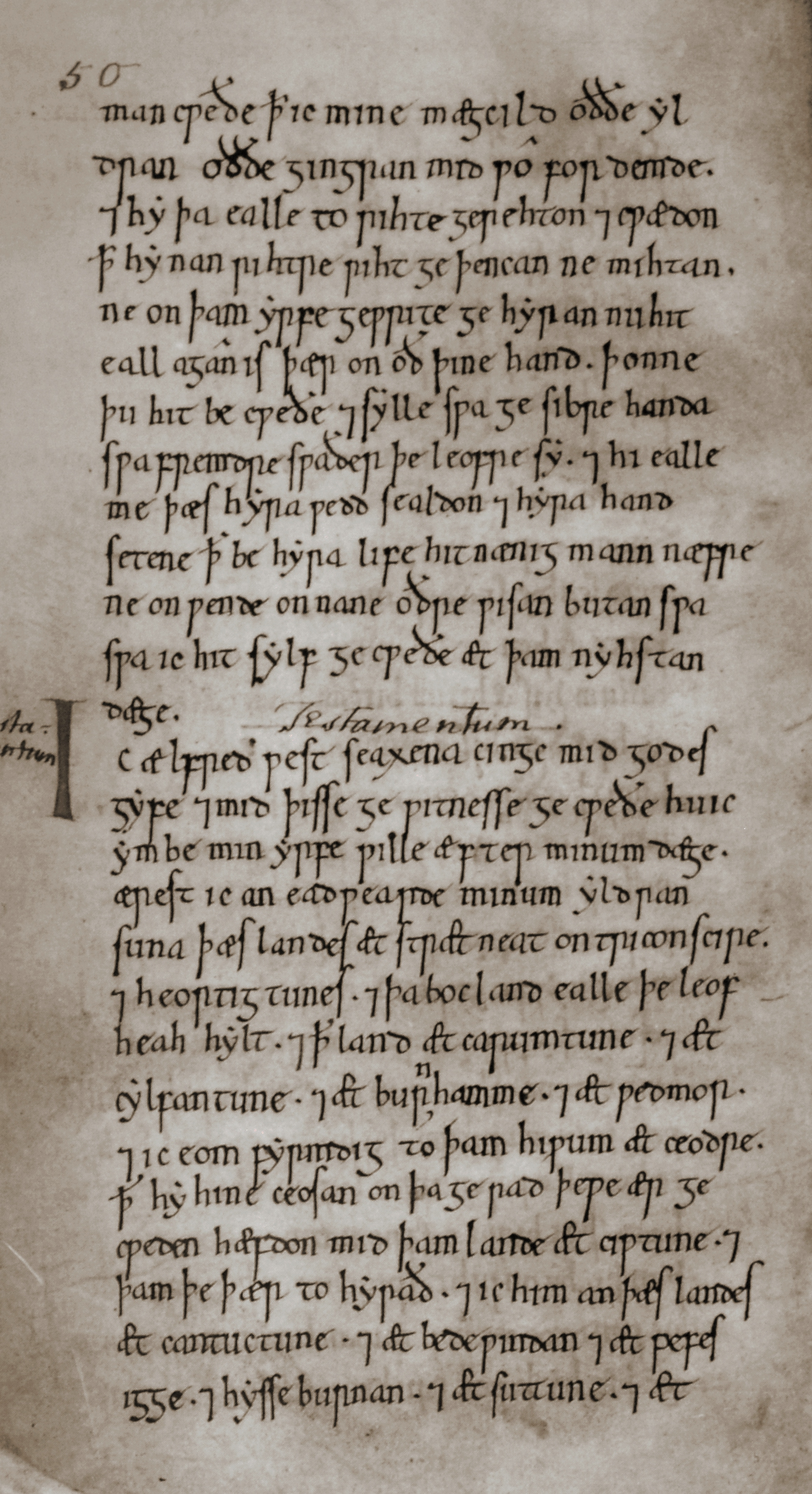
Stránka ze závěti krále Alfréda

Æthelwulfova závěť se nedochovala, ale Alfrédova vůle ano a ta poskytuje několik informací o záměrech jeho otce. Æthelwulf zanechal majetek, který měl zdědit ten z jeho synů (Æthelbald, Æthelred nebo Alfréd), jenž bude žít nejdéle. Richard Abels a současná anglická historička Barbara Yorke (* 1951) tvrdí, že to znamenalo celý Æthelwulfův osobní majetek ve Wessexu a pravděpodobně, že tento přeživší měl zdědit i trůn Wessexu, zatímco Æthelberht a jeho dědicové by vládli Kentu. Jiní historici nesouhlasí. Janet Nelson uvádí, že ustanovení týkající se osobního vlastnictví nemělo nic společného s královským úřadem, a David Peter Kirby k tomu poznamenává: „Takové uspořádání by vedlo k bratrovražednému sporu. Za existence tří starších bratrů by Alfrédova šance na dosažení dospělosti byla, jak se zdá, minimální.“ Alfred Smyth popisuje odkazovaný majetek jako zaopatření Æthelwulfových nejmladších synů při dosažení jejich dospělosti. Æthelwulfovo movité bohatství, jako kupříkladu zlato a stříbro, mělo být rozděleno mezi „děti, šlechtice a potřeby královy duše“. Pro potřeby své duše nechal Æthelwulf jednu desetinu své dědičné půdy vyčlenit na výživu chudých a nařídil, aby do Říma bylo ročně posláno tři sta zlatých mancusů, z nichž sto se mělo utratit na rozsvěcení lamp v původní bazilice sv. Petra o Velikonocích, sto za světla v bazilice sv. Pavla a sto pro papeže.

## Æthelwulfova smrt a jeho nástupci
Král Æthelwulf zemřel 13. ledna 858. Podle Letopisů sv. Neotse byl pohřben v městečku Steyning v hrabství Západní Sussex, ale jeho tělo bylo později převezeno do Winchesteru, pravděpodobně Alfrédem. Jak Æthelwulf zamýšlel, nastoupil po něm ve Wessexu Æthelbald a v Kentu a na jihovýchodě Anglie Æthelberht. Vznešenost propůjčená franským sňatkem byla tak velká, že se král Æthelbald poté k oženil se svou nevlastní matkou Juditou. Biskup Asser při zpětném ohlédnutí označil ke své hrůze toto manželství za „velkou hanbu“ a „proti Božímu zákazu a křesťanské důstojnosti“. Když král Æthelbald o dva roky později zemřel, stal se Æthelberht králem Wessexu i Kentu, a Æthelwulfův záměr rozdělit svá království mezi své syny byl tak dán k ledu. Podle názoru Barbary Yorke a Richarda Abelse to bylo proto, že Æthelred a Alfréd byli příliš mladí na to, aby vládli, a Æthelberht na oplátku souhlasil, že jeho mladší bratři zdědí po jeho smrti celé království, zatímco David Peter Kirby a Janet Nelson si myslí, že se Æthelberht jenom stal opatrovníkem podílu svých mladších bratrů na otcem odkázaném majetku.
Po Æthelbaldově smrti prodala Judita svůj majetek a vrátila se k otci, ale o dva roky později utekla s Balduinem, hrabětem flanderským. V 90. letech 9. století se jejich syn, nazývaný také Balduin, oženil s Alfredovou dcerou Ælfthryth.

## Historiografie
Æthelwulfova pověst mezi historiky byla ve 20. století špatná. Anglický historik R. H. Hodgkin (1877–1951) v roce 1935 připsal jeho pouť do Říma „nepraktické zbožnosti, která ho vedla k tomu, že opustil své království v době velkého nebezpečí“, a popsal jeho sňatek s Juditou jako „pošetilost senilního muže před tím, než se naplní jeho čas“.  Pro Franka Stentona v 60. letech 20. století byl „náboženským a neambiciózním mužem, pro kterého bylo angažmá ve válce a politice nevítaným důsledkem (jeho) úřadu“. Jedním z těch, kteří tomuto názoru oponovali, byl anglický historik H. P. R. Finberg (1900–1974), který Æthelwulfa popsal v roce 1964 jako „krále, jehož chrabrost ve válce a vznešená štědrost připomínaly postavy hrdinského věku“, ale naopak hned v roce 1979 řekl historik Michael Enright: „Víc než cokoliv jiného se zdá být nepraktickým náboženským nadšencem.“ Spisovatelé raného středověku, zvláště biskup Asser, zdůrazňují jeho religiozitu a preferenci konsensu, což lze vidět v ústupcích učiněných k odvrácení občanské války po jeho návratu z Říma. Podle Joanny Storyové „jeho odkaz byl zamlžen obviněními z přílišné zbožnosti, která se (alespoň podle moderního vnímání) zdála být v rozporu s požadavky (kladenými) na raně středověkého krále“. V roce 839 jeden nejmenovaný anglosaský král napsal císaři Svaté říše římské Ludvíku Pobožnému, aby ho požádal o povolení cestovat přes jeho území na cestě do Říma, a vyprávěl sen anglického kněze, který předpovídal katastrofu, pokud křesťané neupustí od svých hříchů. Nyní se má za to, že to byl Ecgberhtův nerealizovaný projekt na konci jeho života, ale dříve byl připisován Æthelwulfovi a byl považován za projev toho, co Joanna Story nazývá projevem jeho pověsti „dramatické zbožnosti“ a nezodpovědnosti kvůli to mu, že na začátku své vlády plánoval opustit své království.
Ve 21. století je historiky viděn velmi odlišně. Æthelwulf není uveden v rejstříku knihy anglického historika Petera Huntera Blaira (1912–1982) An Introduction to Anglo-Saxon England, která byla poprvé vydána v roce 1956, ale v novém úvodu k vydání z roku 2003 ho Simon Keynes zařadil mezi osobnosti, „kterým se ne vždy dostalo takové pozornosti, jakou by se dalo předpokládat, že si zaslouží... protože to byl on, více než kdokoliv jiný, kdo zajistil politické bohatství svého lidu v 9. století a kdo otevřel komunikační kanály, které vedly přes francká království a napříč Alpami do Říma“. Podle Joanny Storyové: „Æthelwulf si získal a vypěstoval jak ve francké říši, tak v Římě renomé, která v pramenech nemá obdoby od vrcholu moci (mercijských králů) Offy a Coenwulfa na přelomu 9. století.“
Janet Nelson ho popisuje jako „jednoho ze skvělých (ale) podceňovaných (postav) mezi Anglosasy“ a stěžuje si, že v Oxford Dictionary of National Biography[pozn] pro něj měla povoleno pouze 2 500 slov, ve srovnání s 15 000 slovy pro Edwarda II. a 35 000 pro Alžbětu I. Podle ní:
Æthelwulfova vláda byla v moderní vědě relativně podceňována. Přesto položil základy Alfrédova úspěchu. Æthelwulf nalezl nové i tradiční odpovědi na věčné problémy s dobrým hospodařením se zdroji království, s konflikty uvnitř královské rodiny a se zlepšováním vztahů se sousedními královstvími. Upevnil starý Wessex a rozšířil svůj vliv na území dnešního Devonu a Cornwallu. Vládl Kentu a spolupracoval s jádrem jeho politického společenství. Vypůjčil si ideologické rekvizity od Mercijských i Franků a odjel do Říma, ne proto, aby tam zemřel jako jeho předchůdce Ine, ale aby se vrátil, jako se vrátil Karel Veliký, se zvýšenou prestiží. Æthelwulf se vyrovnal se skandinávskými útoky účinněji než většina soudobých vládců.